# Giải BFCA cho nữ diễn viên phụ xuất sắc nhất
Giải BFCA cho nữ diễn viên phụ xuất sắc nhất là một trong các giải thưởng thường niên của Hiệp hội phê bình phim phát sóng dành cho nữ diễn viên đóng vai phụ, được bầu chọn là xuất sắc nhất. Giải BFCA lần đầu tiên trao giải vào từ năm 1995. Không có các đề cử tại các hạng mục cho đến năm 2001. Từ 1995 đến nay, có 2 trường hợp có hai người chiến thắng ở hạng mục này. Hiện tại, hằng năm có 6 đề cử được đưa ra.

## Các người đoạt giải & được đề cử
Chú thích

§ = Vai diễn không được đề cử Giải Oscar

 †= Vai diễn  chiến thắng Giải Oscar cho nữ diễn viên phụ xuất sắc nhất

 ‡= Vai diễn chiến thắng Giải Oscar cho nữ diễn viên chính xuất sắc nhất

### 1990s
| Năm  | Diễn viên         | Vai diễn          | Phim                |
| ---- | ----------------- | ----------------- | ------------------- |
| 1995 | Mira Sorvino      | Linda Ash         | Mighty Aphrodite†   |
| 1996 | Joan Allen        | Elizabeth Proctor | The Crucible        |
| 1997 | Joan Cusack       | Emily Montgomery  | In & Out            |
| 1998 | Joan Allen        | Betty Parker      | Pleasantville §     |
| 1998 | Kathy Bates (tie) | Libby Holden      | Primary Colors      |
| 1999 | Angelina Jolie    | Lisa Rowe         | Girl, Interrupted † |

### 2000s
| Năm  | Diễn viên               | Vai diễn                   | Phim                                |
| ---- | ----------------------- | -------------------------- | ----------------------------------- |
| 2000 | Frances McDormand       | Elaine Miller/Sara Gaskell | Almost Famous and Wonder Boys §     |
| 2001 | Jennifer Connelly       | Alicia Nash                | A Beautiful Mind †                  |
| 2001 | Cameron Diaz            | Julie Gianni               | Vanilla Sky §                       |
| 2001 | Marisa Tomei            | Natalie Strout             | In the Bedroom                      |
| 2002 | Catherine Zeta-Jones    | Velma Kelly                | Chicago†                            |
| 2002 | Kathy Bates             | Roberta Hertzel            | About Schmidt                       |
| 2002 | Meryl Streep            | Susan Orlean               | Adaptation.                         |
| 2003 | Renée Zellweger         | Ruby Thewes                | Cold Mountain†                      |
| 2003 | Patricia Clarkson       | Joy Burns                  | Pieces of April                     |
| 2003 | Marcia Gay Harden       | Celeste Boyle              | Mystic River                        |
| 2003 | Holly Hunter            | Melanie Freeland           | Thirteen                            |
| 2003 | Scarlett Johansson      | Charlotte                  | Lost in Translation §               |
| 2004 | Virginia Madsen         | Maya                       | Sideways                            |
| 2004 | Cate Blanchett          | Katharine Hepburn          | The Aviator†                        |
| 2004 | Laura Linney            | Clara McMillen             | Kinsey                              |
| 2004 | Natalie Portman         | Alice Ayres/Jane Jones     | Closer                              |
| 2004 | Kate Winslet            | Sylvia Llewelyn Davies     | Finding Neverland §                 |
| 2005 | Amy Adams               | Ashley Johnsten            | Junebug                             |
| 2005 | Michelle Williams (tie) | Alma Beers Del Mar         | Brokeback Mountain                  |
| 2005 | Maria Bello             | Edie Stall                 | A History of Violence §             |
| 2005 | Catherine Keener        | Nelle Harper Lee           | Capote                              |
| 2005 | Frances McDormand       | Glory Dodge                | North Country                       |
| 2005 | Rachel Weisz            | Tessa Quale                | The Constant Gardener†              |
| 2006 | Jennifer Hudson         | Effie White                | Dreamgirls†                         |
| 2006 | Adriana Barraza         | Amelia                     | Babel                               |
| 2006 | Cate Blanchett          | Sheba Hart                 | Notes on a Scandal                  |
| 2006 | Rinko Kikuchi           | Chieko Wataya              | Babel                               |
| 2006 | Catherine O'Hara        | Marilyn Hack               | For Your Consideration §            |
| 2006 | Emma Thompson           | Karen Eiffel               | Stranger than Fiction §             |
| 2007 | Amy Ryan                | Helene McCready            | Gone Baby Gone                      |
| 2007 | Cate Blanchett          | Jude Quinn                 | I'm Not There                       |
| 2007 | Catherine Keener        | Jan Burres                 | Into the Wild §                     |
| 2007 | Vanessa Redgrave        | Briony Tallis (age 77)     | Atonement §                         |
| 2007 | Tilda Swinton           | Karen Crowder              | Michael Clayton†                    |
| 2008 | Kate Winslet            | Hanna Schmitz              | The Reader ‡                        |
| 2008 | Penélope Cruz           | María Elena                | Vicky Cristina Barcelona †          |
| 2008 | Viola Davis             | Mrs. Miller                | Doubt                               |
| 2008 | Vera Farmiga            | Erica Van Doren            | Nothing but the Truth §             |
| 2008 | Taraji P. Henson        | Queenie                    | The Curious Case of Benjamin Button |
| 2008 | Marisa Tomei            | Cassidy/Pam                | The Wrestler                        |
| 2009 | Mo'Nique                | Mary Lee Johnston          | Precious†                           |
| 2009 | Marion Cotillard        | Luisa Contini              | Nine §                              |
| 2009 | Vera Farmiga            | Alex Goran                 | Up in the Air                       |
| 2009 | Anna Kendrick           | Natalie Keener             | Up in the Air                       |
| 2009 | Julianne Moore          | Charley                    | A Single Man §                      |
| 2009 | Samantha Morton         | Olivia Pitterson           | The Messenger §                     |

### 2010s
| Năm  | Diễn viên            | Vai diễn               | Phim                  |
| ---- | -------------------- | ---------------------- | --------------------- |
| 2010 | Melissa Leo          | Alice Ward             | The Fighter†          |
| 2010 | Amy Adams            | Charlene Fleming       | The Fighter           |
| 2010 | Helena Bonham Carter | Queen Elizabeth        | The King's Speech     |
| 2010 | Mila Kunis           | Lily / The Black Swan  | Black Swan §          |
| 2010 | Hailee Steinfeld     | Mattie Ross            | True Grit             |
| 2010 | Jacki Weaver         | Janine "Smurf" Cody    | Animal Kingdom        |
| 2011 | Octavia Spencer      | Minny Jackson          | The Help†             |
| 2011 | Bérénice Bejo        | Peppy Miller           | The Artist            |
| 2011 | Jessica Chastain     | Celia Foote            | The Help              |
| 2011 | Carey Mulligan       | Sissy Sullivan         | Shame §               |
| 2011 | Melissa McCarthy     | Megan                  | Bridesmaids           |
| 2011 | Shailene Woodley     | Alexandra "Alex" King  | The Descendants §     |
| 2012 | Anne Hathaway        | Fantine                | Les Misérables†       |
| 2012 | Amy Adams            | Peggy Dodd             | The Master            |
| 2012 | Judi Dench           | M                      | Skyfall §             |
| 2012 | Ann Dowd             | Sandra                 | Compliance §          |
| 2012 | Sally Field          | Mary Todd Lincoln      | Lincoln               |
| 2012 | Helen Hunt           | Cheryl Cohen-Greene    | The Sessions          |
| 2013 | Lupita Nyong'o       | Patsey                 | 12 Years a Slave †    |
| 2013 | Scarlett Johansson   | Samantha (voice)       | Her §                 |
| 2013 | Jennifer Lawrence    | Rosalyn Rosenfeld      | American Hustle       |
| 2013 | Julia Roberts        | Barbara Weston-Fordham | August: Osage County  |
| 2013 | June Squibb          | Kate Grant             | Nebraska              |
| 2013 | Oprah Winfrey        | Gloria Gaines          | The Butler §          |
| 2014 | Patricia Arquette    | Olivia Evans           | Boyhood†              |
| 2014 | Jessica Chastain     | Anna Morales           | A Most Violent Year § |
| 2014 | Keira Knightley      | Joan Clarke            | The Imitation Game    |
| 2014 | Emma Stone           | Sam Thomson            | Birdman               |
| 2014 | Meryl Streep         | The Witch              | Into the Woods        |
| 2014 | Tilda Swinton        | Minister Mason         | Snowpiercer §         |